# Gough-Karte

Gough-Karte

Die Gough-Karte (Gough-Map), im Englischen auch nach dem Lagerungsort Bodleian Map genannt, ist vermutlich die älteste Karte (Groß-)Britanniens. Benannt wurde die Karte nach ihrem Besitzer Richard Gough (1735–1809), der die Karte im Jahr 1799 der Bodleian Library in Oxford schenkte, wo sie sich heute noch befindet.

## Autorschaftsproblematik
Die Gough-Karte ist das Werk von zumindest zwei verschiedenen Schreibern, dem ursprünglichen Autor aus dem 14. Jahrhundert und dem späteren Überarbeiter der Karte im 15. Jahrhundert. Es wurde vermutet, dass der zunehmende Handel mit Gütern aus Übersee dazu führte, dass kundige Seeleute eine akkuratere Darstellung der Küste anfertigten. Dagegen wendet Pelham ein, dass in diesem Fall die Landpartien wohl kaum so detailliert ausgefallen wären und nennt die Feldzüge Eduards I. als wahrscheinlichere Quelle für das geographische Wissen der Schreiber.

## Datierung
Die Datierung der Gough-Karte bot Anlass zu verschiedenen Vermutungen. Als Thomas Martin die Karte im Jahr 1768 vor der Society of Antiquaries of London präsentierte, ordnete er sie zeitlich in die Regierungsperiode Eduards III. (1327–1377) ein. In Ermangelung anderer Beweise schloss sich dieser Meinung auch Richard Gough, der die Karte am 20. Mai 1774 bei der Versteigerung von Martins Sammlung erstand, in seinem Werk British Topography an.  Der polnische Historiker Joachim Lelewel datierte die Karte im zweiten Band seiner Géographie du moyen age auf das 12. Jahrhundert.

### Ansätze von Sanders und Pelham
Als 1875 ein Faksimile der Karte zusammen mit einem erklärenden Pamphlet veröffentlicht werden sollte, datierte W. B. Sanders die Karte nach eingehenden Recherchen auf die Regierungszeit Eduards I. (1272–1307) und erklärte seine Gründe dafür in dem Pamphlet. Sanders argumentierte folgendermaßen: Da die Karte zwar Brücken in Perth und Achmore zeigt, nicht aber jene über den River Don (erbaut im Jahr 1329) in Aberdeenshire und den River Torridge in Bideford (erbaut im frühen 14. Jahrhundert), muss sie vor der Erbauung beider Brücken entstanden sein. Dafür spräche laut Sanders auch, dass die beiden später entstandenen schottischen Grafschaften Douglas (South Lanarkshire) und Crawford (South Lanarkshire) auf der Karte nicht erwähnt werden.
Sanders’ Datierung blieb unwiderlegt und galt als der aktuelle Stand der Wissenschaft, bis R. A. Pelham 1928 eine neue Vermutung ins Spiel brachte. Pelham hatte einige Argumente dafür, dass die Karte aus paläographischer Sicht eher in das 14. Jahrhundert passte, und wurde dabei von Edmund Craster, dem damaligen Bodley’s Librarian unterstützt.
Pelham stützt sich in seiner Argumentation vor allem auf die Symbolik der Karte. Ihm zufolge ist immer genau auf den Einsatz von Symbolen geachtet worden, auch wenn die Karte im Laufe der Zeit mehrfach überarbeitet wurde. Als Anhaltspunkt dafür, dass die Karte zu späteren Zeitpunkten ergänzt wurde, nennt Pelham die Stadtmauer von Coventry, die auf der Karte eingezeichnet ist und mit deren Bau erst 1355 begonnen wurde. Allerdings trägt die Stadt Sheppey, die 1366 in Queenborough umbenannt wurde, auf der Karte immer noch den Namen Sheppey. Dies würde den Zeitraum der Entstehung auf 1355–1366 eingrenzen.

## Linguistic GeographiesProjekt
Im April 2010 begann ein interdisziplinäres Projekt des King’s College London (Abteilung für Digital Humanities), das eine Datierung der Gough-Karte mithilfe der Linguistic-Geographies-Strategie anstrebte.

### Forschungsmethoden
Die „linguistische Geographie“, die dem Projekt seinen Namen gab, wird üblicherweise für rein schriftliche Quellen eingesetzt und bedeutet eine paläografische und sprachwissenschaftliche Auswertung eines Textes unter Berücksichtigung von Geographie, Geschichtswissenschaft und Kartographie. In diesem Projekt wurde die Methode erstmals mit Erfolg bei einer Landkarte angewendet und zeigte die verschwimmenden Grenzen zwischen Bild und Text auf. Die über 600 Ortsnamen auf der Karte wurden systematisch transkribiert und in einer Datenbank gesammelt, die schließlich durch entsprechende Technologien mit dem Digitalisat der Karte verbunden wurden.
Im Rahmen des Projekts wurde eine Website geschaffen, auf der die digitalisierte Karte eingesehen und nach Ortsnamen durchsucht werden kann. Darüber hinaus werden auf der Seite ergänzendes Material, ein Blog, Informationen über das Projekt sowie weiterführende Literatur zur Verfügung gestellt. Das Projekt unterliegt der offiziellen Verantwortung des King’s College London und wird vom britischen Arts & Humanities Research Council, dem Beyond Text Programm, der Bodleian Library und der UK National Commission for UNESCO unterstützt.

### Erkenntnisse
Im Rahmen des Projekts stellte sich heraus, dass die Korrekturen des zweiten, späteren Schreibers von wesentlich größerem Ausmaß waren als bisher angenommen oder auf den Faksimile-Ausgaben sichtbar. Außerdem zeigte sich, dass Schottland bei der Revision der Karte vollständig vernachlässigt worden war, was auf einen Wandel im Schottland-Bild der britischen Politik hindeutet. Diese Auslassung Schottlands findet sich auch bei der England-Karte von Thomas Butler, die ungefähr zu der Zeit entstand, als die Gough-Karte revidiert wurde. Es wurde auch deutlich, dass die Karte zugeschnitten wurde und dass ihr ursprüngliches Darstellungsspektrum durchaus von bisherigen Annahmen abweichen könnte.
Elizabeth Solopova datiert die Entstehung der Karte unter dem ersten Schreiber auf die 1370er Jahre und die Revision durch den zweiten Schreiber auf das frühe 15. Jahrhundert, da dieser häufig Anglicana-Buchstaben benutzt und das "g" völlig auslässt.
Der physikalische Zustand interessiert die Forschung: insbesondere, ob der Gegenstand sich noch in einer Originalfarbe befindet, oder ob er (sinnvoll) übermalt wurde. Die Karte war 2005 digitalisiert und informationstechnisch bearbeitet worden mit dem Computerprogramm ArcGIS (Scan von 2005). Der Scan von 2010 in roter Farbe (2005 in blauer Farbe) ergab eine wesentlich bessere Originaltreue.

### Öffentlichkeitswirkung
Im Jahr 2008 strahlte die BBC die Serie In Search of Medieval Britain aus, in der Alixe Bovey auf den Spuren der Gough-Karte eine Reihe von Reisen durch Großbritannien unternahm. Einen großen Erfolg verzeichneten die Gough-Karte und ihre Mitarbeiter mit der Auszeichnung der UNESCO zum Weltdokumentenerbe im Mai 2011.

## Bedeutung und Inhalt
An der Gough-Karte ist interessant, dass sie nicht als Portolankarte bezeichnet werden kann und dennoch eine wesentlich genauere und erstmals vollständige Darstellung der Küstengebiete enthält. Da die Karte auch nicht in der Tradition der religiös motivierten Patristik steht, wäre es denkbar, dass es sich um einen Gebrauchsgegenstand der Regierung handelte, auf dessen Exaktheit man sich verlassen können musste.
Die Gough-Karte ist – abgesehen von der Tabula Peutingeriana – die erste Verkehrskarte Großbritanniens mit Straßen und Wegen. Entfernungen sind in roter Farbe und in römischen Zahlen vermerkt.
Die Längenmaßeinheit ist „League“, was drei Meilen bedeutet, 1 League entspricht etwa 4,8 Kilometer. Sie wird zum ersten Mal nennenswert vor dem 17. Jahrhundert verwendet.  Die Watling Street (altenglisch: Wæcelinga Stræt, aus vorrömischer Zeit; heute von den Autobahnen A2 und A5 benutzt) zwischen St Albans (Verulannium; nördlich Londons) und Canterbury (Durovernum) – weitergeführt bis nach Wales westlich von Gloucester – ist ebenfalls teilweise enthalten.
Besondere Städte wie London und York sind in goldener Farbe eingetragen, und zusätzlich ist das wichtigste Gebäude der Stadt aus den Gedanken (maßstabsungetreu) eingezeichnet. Maßstabsungetreu sind Inseln und Seen (kleiner) und Flüsse, die alle strategische Bedeutung haben (größer), eingetragen. Mythologisch überdreht die Karte bei der Landung des Brutus in Devon.
Die Gough-Karte bleibt die standardsetzende Karte (Groß-)Britanniens bis zum 16. Jahrhundert, laut UNESCO bis 1671 (Thomas Jenners Karte).

## Weiterführende Literatur
- David I. Bower: The Medieval Gough Map, Its Settlement Geography and the Inaccurate Representation of Wales. In: Imago mundi. The international journal for the history of cartography 67 (2015), S. 145–167.
- Millea, Nick: The Gough Map: The Earliest Road Map of Great Britain? Bodleian Library, University of Oxford, 2007. ISBN 9781851240227
- Catherine Delano Smith: New Light on the Medieval Gough Map of Britain. In: Imago mundi. The international journal for the history of cartography 69 (2017), S. 1–36.